# Gradtagzahl

Eine Karte von Frankreich, die unterschiedliche Zonen zeigt

Gradtagzahl (auch Gradtagszahl, GTZ, Gt) und Heizgradtage (HGT, G) werden zur Berechnung des Heizwärmebedarfs eines Gebäudes während der Heizperiode herangezogen. Sie stellen den Zusammenhang zwischen Raumtemperatur und der Außenlufttemperatur für die Heiztage eines Bemessungszeitraums dar und sind somit ein Hilfsmittel zur Bestimmung der Heizkosten und des Heizstoffbedarfs.
Gradtagzahlen und Heizgradtage werden mit der Einheit Kelvin (K, bzw. °C) angegeben, haben also dieselbe Dimension wie die Temperatur (oder als Wärmesumme in Kd bzw. °Cd, Gradtagen). Sie werden für unterschiedliche Zeiträume (beispielsweise ein Jahr, eine Heizperiode, einen Kalendermonat oder einen Tag) sowie für unterschiedliche Orte (beispielsweise Staaten, Regionen oder Städte) berechnet. Es gibt jeweils Werte für das langjährige klimatische Mittel und für das aktuelle Wetter (meteorologische Messung).

## Definition

### Bezugswerte von Raumtemperatur und Heizgrenze
Bezugswerte sind die Raumtemperatur und die Heizgrenze. Für die Bezugswerte gibt es verschiedene Gebräuche:
- Nach der deutschen VDI-Richtlinie 2067/DIN 4108 T6 wird die Innentemperatur bei 20 °C und die Heizgrenze bei 15 °C angenommen, man gibt GTZ20/15 an. Für die Außentemperatur legt man die vom DWD respektive MeteoAM ermittelten Werte zugrunde;
- in Österreich, der Schweiz und Liechtenstein verwendet man eine Innentemperatur von 20 °C und eine Heizgrenze von 12 °C, man gibt HGT20/12 an. Hier sind die Temperaturwerte von ZAMG (Österreich) bzw. MeteoSchweiz (Schweiz und Liechtenstein) Bezugswert.

### Gradtagzahl nach VDI 2067 / Heizgradtag nach ÖNORM B 8135 und SN 565381-3
Die Gradtagzahl Gt wird nur über diejenigen Tage eines Zeitraums errechnet, bei denen die Außentemperatur unter der Heizgrenztemperatur liegt. Die Gradtagszahl ist die Summe aus den Differenzen einer angenommenen Raumtemperatur von 20 °C und dem Tagesmittelwert der Außentemperatur. Die Gradtagzahl ist eine ortsabhängige Kenngröße, die die lokalen klimatischen Bedingungen widerspiegelt. Es wird eine GTZnorm für das langjährige Mittel, und eine GTZspez für die aktuelle Messung unterschieden. Letztere wird beispielsweise für die Klimabereinigung von Verbrauchs-Messwerten verwendet.
Nach VDI 2067 Raumheizung: Berechnung der Kosten von Wärmeversorgungsanlagen:
{\displaystyle G_{t20/15}=\sum _{1}^{z}(t_{\mathrm {i} }-t_{\mathrm {a} })}
mit
{\displaystyle G_{t20/15}}: Gradtagzahl mit {\displaystyle t_{\mathrm {i} }} von 20 °C und Heizgrenze von 15 °C
{\displaystyle z}: Anzahl der meteorologischen Heiztage
{\displaystyle t_{\mathrm {i} }}: mittlere angenommene Raumtemperatur (Innentemperatur), hier 20 °C
{\displaystyle t_{\mathrm {a} }}: mittlere Außentemperatur des jeweiligen Heiztages
- Die Gradtagzahl eines Tages (Heizgradtag-Wert) ist die Differenz zwischen Innenlufttemperatur und dem Tagesmittelwert der Außentemperatur.
- Die Gradtagzahl für die Heizzeit ist die Summe der Differenzen zwischen der mittleren Raumtemperatur von 20 °C und den Tagesmitteln der Lufttemperatur über alle Heiztage in der ortsüblichen Heizsaison (1. September und 31. Mai).
- Bei der Gradtagzahl der Heizperiode werden nur die Heiztage berücksichtigt, die innerhalb der Heizperiode liegen.
- Die Gradtagzahl eines Monats ist die Summe der Temperaturdifferenzen über den Monat.

Das Verfahren, wie es die VDI 3807 angibt, mit Unterscheidung von Gradtagzahl GTZ und Heizgradtag G, wird in der österreichischen ÖNORM B 8135 Vereinfachte Berechnung des zeitbezogenen Wärmeverlustes (Heizlast) von Gebäuden
oder der Schweizer SIA 381-3; SN 565381-3:1982 Heizgradtage der Schweiz
nicht so geführt, es findet sich auch die Bezeichnung Heizgradtag HGT für Gradtagzahl nach VDI.
{\displaystyle HGT_{20/12}=\sum ^{z}(20-t_{\mathrm {em} })}
HGT20/12: Heizgradtage für 20 °C Raumtemperatur und Heizgrenze von 12 °C
z: Anzahl der meteorologischen Heiztage
tem: mittlere Außentemperatur des jeweiligen Heiztages
Angabe nach Norm in Kd
Heiztage und Heizgradtage werden neben Klimaregion, Höhe über dem Meeresspiegel und Norm-Außentemperatur (das ist die ortsübliche mittlere Minimaltemperatur, also die Kenngröße der Volllast) im österreichischen Energieausweis geführt.
Da sich neben der Lufttemperatur noch Wind, Luftfeuchtigkeit und Sonnenstrahlung auf die zum Heizen benötigte Energie auswirken, ist die Gradtagzahl/HGT nur zur groben Abschätzung geeignet. Über eine Korrektur der standardisierten Raumtemperatur in Hinblick auf die real gemessene Innentemperatur lassen sich Heizziel und wohnlagenspezifische Situationen berücksichtigen.

### Heizgradtage nach VDI 3807
Sehr ähnlich werden die Heizgradtage (G) nach VDI 3807 Blatt 1 Energieverbrauchskennwerte für Gebäude ermittelt. Es wird aber anstatt der Raumtemperatur die tatsächliche gebäudespezifische Heizgrenztemperatur zugrunde gelegt.
Sie spiegelt die Heizlast eines konkreten Gebäudes wider und berücksichtigt die Wärmedämmung des Gebäudes sowie Wärmezuflüsse aus anderen Quellen als der Heizung. Weil in die individualisierte Heizgrenze auch die gewünschte Innentemperatur eingeht, wird auch die Wohnsituation berücksichtigt. Außerdem unterscheidet man ebenfalls einen mittleren Wert GHGm und einen Wert der aktuellen Heizperiode GHG und berücksichtigt so den Verlauf der Außentemperatur im Betrachtungszeitraum, der vom langjährigen Mittel abweichen kann.
{\displaystyle G_{15}=\sum _{1}^{z}(t_{\mathrm {hg} }-t_{\mathrm {a} })}
mit
{\displaystyle G_{15}}: Heizgradtage der Heizperiode
{\displaystyle z}: Anzahl der gemessenen Heiztage der Heizperiode, bezogen auf die individuelle Heizgrenze
{\displaystyle t_{\mathrm {hg} }}: Heizgrenze, hier 15 °C
{\displaystyle t_{\mathrm {a} }}: mittlere Außentemperatur des jeweiligen Heiztages
Die Heizgradtage nach VDI 3807 liegen bei gutem Energiestandard etwas unter der Gradtagzahl VDI 2067/einfachen Heizgradtagen HGT.

## Berechnungsbeispiele

### Vergleich von Gradtagzahl und Heizgradtag
Beide VDI-Werte können ineinander überführt werden, z. B. entspricht GTZ20/15 HGT15. Folgende Tabelle stellt einige (Tages)Beispielwerte dar:
| ta in °C | GTZ 20/15 | HGT 15 |
| -------- | --------- | ------ |
| ≥15      | 0         | 0      |
| 10       | 10        | 5      |
| 5        | 15        | 10     |
| −5       | 25        | 20     |

### Gradtagzahl für einen Monat
Es wird angenommen, dass die Heizgrenztemperatur 15 °C beträgt und die Innenraumtemperatur 20 °C sein soll. Die Heizgrenztemperatur und die Innentemperatur können variiert werden. Für Tage, die im Mittel wärmer als die Heizgrenztemperatur von 15 °C waren (z. B. 29. April), muss keine Gradtagszahl berechnet werden.
| Datum           | Tagesmitteltemperatur | Gradtagzahl |
| --------------- | --------------------- | ----------- |
| 1. April 2000   | 5,5 °C                | 14,5 °C     |
| 2. April 2000   | 8,0 °C                | 12,0 °C     |
| 3. April 2000   | 10,7 °C               | 9,3 °C      |
| 4. April 2000   | 8,2 °C                | 11,8 °C     |
| 5. April 2000   | 4,6 °C                | 15,4 °C     |
| 6. April 2000   | 5,0 °C                | 15,0 °C     |
| 7. April 2000   | 5,1 °C                | 14,9 °C     |
| 8. April 2000   | 4,7 °C                | 15,3 °C     |
| 9. April 2000   | 5,4 °C                | 14,6 °C     |
| 10. April 2000  | 5,8 °C                | 14,2 °C     |
| 11. April 2000  | 6,9 °C                | 13,1 °C     |
| 12. April 2000  | 6,2 °C                | 13,8 °C     |
| 13. April 2000  | 7,5 °C                | 12,5 °C     |
| 14. April 2000  | 7,4 °C                | 12,6 °C     |
| 15. April 2000  | 10,7 °C               | 9,3 °C      |
| 16. April 2000  | 9,8 °C                | 10,2 °C     |
| 17. April 2000  | 14,0 °C               | 6,0 °C      |
| 18. April 2000  | 14,2 °C               | 5,8 °C      |
| 19. April 2000  | 13,7 °C               | 6,3 °C      |
| 20. April 2000  | 14,2 °C               | 5,8 °C      |
| 21. April 2000  | 16,9 °C               | 0,0 °C      |
| 22. April 2000  | 19,6 °C               | 0,0 °C      |
| 23. April 2000  | 21,4 °C               | 0,0 °C      |
| 24. April 2000  | 16,5 °C               | 0,0 °C      |
| 25. April 2000  | 11,0 °C               | 9,0 °C      |
| 26. April 2000  | 15,4 °C               | 0,0 °C      |
| 27. April 2000  | 19,2 °C               | 0,0 °C      |
| 28. April 2000  | 20,2 °C               | 0,0 °C      |
| 29. April 2000  | 21,2 °C               | 0,0 °C      |
| 30. April 2000  | 19,6 °C               | 0,0 °C      |
| April insgesamt | April insgesamt       | 241,4 °C    |

Für die Berechnung der Gradzahltemperatur wird daher die mittlere Temperatur pro Tag an einem Standort benötigt.

## Anwendung
Gradtagzahlen werden immer dann in der Heizbedarfsrechnung und Heizkostenabrechnung verwendet, wenn keine Messwerte vorliegen oder der abzurechnende Zeitraum vom gemessenen abweicht. Dabei kommen allerdings nicht die absoluten Werte zur Anwendung, sondern Tausendstel (Promille) bezogen auf ein Jahr. Laut VDI 2067 bzw. DIN 4713 sind das im Durchschnitt:
| im Monat  | ‰ pro Tag | ‰ pro Monat |
| --------- | --------- | ----------- |
| Januar    | 5,484     | 170         |
| Februar   | 5,357     | 150         |
| März      | 4,194     | 130         |
| April     | 2,667     | 80          |
| Mai       | 1,290     | 40          |
| Juni      | 0,444     | 40/3        |
| Juli      | 0,430     | 40/3        |
| August    | 0,430     | 40/3        |
| September | 1,000     | 30          |
| Oktober   | 2,581     | 80          |
| November  | 4,000     | 120         |
| Dezember  | 5,161     | 160         |

### Bedarfsrechnung
Die Gradtagzahl wird zur Abschätzung des Heizenergiebedarfs eines Gebäudes an einem bestimmten Standort verwendet und dient darüber hinaus zur Normierung (Witterungsbereinigung) von Heizenergieverbräuchen.
Dividiert man die Heizgradtage der Heizperiode durch die Anzahl der Heiztage beziehungsweise den Jahreswert durch 365 (mittlere Tages-Heizgrade), erhält man eine Abschätzung der Dimensionierung der Heizanlage, berechnet man die Gradzahl für die Minimaltemperatur, einen Kennwert der nötigen Volllast.
- Die Heizgradtage G12 für Basel (begünstigt atlantisch, Köppen Cfb) betragen 3000 (Mittel 1991–2000),[8] mittlere Heizgrade 8,2; die mittlere Tiefsttemperatur liegt bei etwa −2 °C,[9] also ist die notwendige mittlere Volllast etwa 14 Heizgrad, 25 Heizgrade (Temperaturen unter −13 °C) sind Ausnahmeereignisse;
- die Heizgradtage G12 für Neusiedl im Burgenland (pannonisch, Köppen Dfb) betragen 3102 (Mittel 1971–2000),[10] die mittleren Heizgrade 8,5; die mittlere Januar-Tiefstemperatur liegt bei −3,0 °C, die mittleren Maximal-Tages-Heizgrade also bei 15, die Norm-Außentemperatur (tabellierte mittlere Minimaltemperatur) bei −12 °C (24 Heizgrad),[11] die gemessene Minimaltemperatur betrug in den drei Jahrzehnten −20,5 °C,[10][12] die hypothetischen Maximal-Heizgrade also 32,5;
- die Heizgradtage G12 für Tamsweg im Salzburgischen Lungau (inneralpines Becken, Köppen Dwc, einer der Kältepole Österreichs) betragen 4657,[10] mittlere Heizgrade 12,75, mittlere Maximal-Heizgrade 22,3 (mittlere Januarkälte −10,3 °C),[10] Norm-Außentemperatur −22 °C[11] (34 Heizgrad), und Maximal-Heizgrade 40,3 (−28,3 °C).[10]

Der Heizenergiebedarf ergibt sich (nach ÖNORM B 8135) zu:
{\displaystyle \mathrm {NE} _{\mathrm {PR} }=p_{0}\cdot A\cdot {\frac {24\cdot \mathrm {HGT} \cdot f_{\mathrm {Ben} }}{\eta _{a}\cdot 1000}}} in kWh
p0: spezifische Heizlast
A: Energiebezugsfläche
fBen: Benutzungsfaktor
{\displaystyle \eta _{a}}: Jahreswirkungsgrad
Mittels folgender Formel kann ein bestimmter Heizenergieverbrauch ({\displaystyle \mathrm {HEV_{spez}} }) klimabereinigt als {\displaystyle \mathrm {HEV_{norm}} } angegeben werden:
{\displaystyle \mathrm {HEV_{norm}=HEV_{spez}\cdot {\frac {GTZ_{norm}}{GTZ_{spez}}}} },
wobei die {\displaystyle \mathrm {GTZ_{norm}} } den langjährigen Mittelwert für den betrachteten Zeitraum angibt.
Somit kann man sehen, ob sich verändernde Verbräuche klimatische Ursachen haben (strenger Winter) oder aber vom veränderten Heizverhalten der Nutzer stammen.

### Berechnung von Heizleistung
Um eine Heizung eines Gebäudes auszulegen, hat sich Mitte 20. Jahrhundert die Hottingerformel etabliert, welche die Heizgradtage in der Berechnung verwendet.

### Kostenrechnung
Betragen die Heizkosten beispielsweise 625 Euro im Kalenderjahr, so entfallen davon 200 Euro auf die beiden ersten Monate des Jahres. (625 Euro × (170 + 150) / 1000 = 200 Euro)
Falls es sich um ein Schaltjahr handelt, ist der Tageswert im Februar nicht mehr 150 / 28 = 5,357, sondern entsprechend 150 / 29 = 5,172. Dies spielt allerdings nur eine Rolle, wenn der zu berechnende Zeitraum im Februar anfängt oder endet, da die Monatswerte nicht für Schaltjahre angepasst werden.

### Klimatologie
Zunehmend wird die Heizgradrechnung auch in der Klimatologie verwendet, weil sie präzisere Aussagen zu Klimaveränderung trifft als etwa Mitteltemperaturen. So sanken in Basel (das eine der europaweit längsten Zeitreihen hat; liegt klimatisch günstig am Rhein) die Gradtagzahlen (20/12) im Halbjahrhundert 1961 bis 2011 stetig von etwa 3400 auf etwas über 2800, das ist eine Abnahme von etwa 15 Prozent (3400 ist etwa der heutige Mittelwert von Bern und Zürich im Mittelland).
Die Jahresextremereignisse reduzierten sich sogar knapp um die Hälfte (Maximaljahr im Intervall 1963: über 3800, Minimaljahr 2007: unter 2300 – ersteres entspricht dem heutigen Wert von St. Gallen am Alpenrand, zweiteres etwa Lugano an der Alpensüdseite).
Die Daten können auch für eine – anthropozentrische – „Wohn“-Klimaklassifikation verwendet werden, so wurde im Rahmen des EU-Projekt Keep Cool II eine Klimazonierung der EU erstellt, in der die Heizgradtage durch die Kühlgradtage dividiert wurden.